# Schizopera consimilis
Schizopera consimilis är en kräftdjursart som beskrevs av Sars 1909. Schizopera consimilis ingår i släktet Schizopera och familjen Diosaccidae. Inga underarter finns listade i Catalogue of Life.